# NGC 2416
NGC 2416 ist eine Spiralgalaxie vom Hubble-Typ Sc im Sternbild Kleiner Hund am Nordsternhimmel. Sie schätzungsweise 224 Millionen Lichtjahre von der Milchstraße entfernt und hat einen Durchmesser von etwa 70.000 Lichtjahren. 
Das Objekt wurde am 26. Januar 1865 von Albert Marth entdeckt.